# راشد السحيمي
راشد بن عطية الله السحيمي العوفي الحربي (1955م- 1374هـ ) شاعر سعودي ولد في المدينة المنورة عام 1375هـ الموافق عام 1955م . برع في شعر المحاورة . يعتبر من أبرز شعراء القلطة والمحاورة عاصر شعراء الجيل القديم والجيل الحديث.
منذُ صغره كان قد ورث الموهبة من والده وجده وكان يميل للمحاورة، كان يتمنى أن يصبح مثله شاعر محاورة وأصبح شاعر لا يشق له غبار في ساحة المحاورة والقلطة.
أول محاوره له كانت قبل 1395هـ مع ربيع السحيمي وحامد المقاطي وكانت في الرياض وبعدها تعددت الأسماء مثل صياف الحربي - محمد السناني - تركي الميزاني المطيري - سفر الدغيلبي - فيصل الرياحي البقمي - حبيب العازمي العتيبي - زيد العضيلة - محمد بن طمحي - رشيد الزلامي - غازي الزغيبي - فلاح القرقاح - سمار الجابري - علي الشميلاني - محمد العازمي - نواف العازمي -منيف المنقرة - عبد الله بن عتقان - عبد الله بن شايق القحطاني - محمد الربيقي - مسعد العفيش والكثير من شعراء المحاورة والقلطة.